# Ecliptopera balsaminata
Ecliptopera balsaminata är en fjärilsart som beskrevs av Freyer 1851. Ecliptopera balsaminata ingår i släktet Ecliptopera och familjen mätare. Inga underarter finns listade i Catalogue of Life.